# Kostel svatého Bartoloměje (Nečemice)
Kostel svatého Bartoloměje je římskokatolický farní kostel zasvěcený svatému Bartoloměji v Nečemicích v okrese Louny. Od roku 1964 je chráněn jako kulturní památka.

## Historie a stavební vývoj

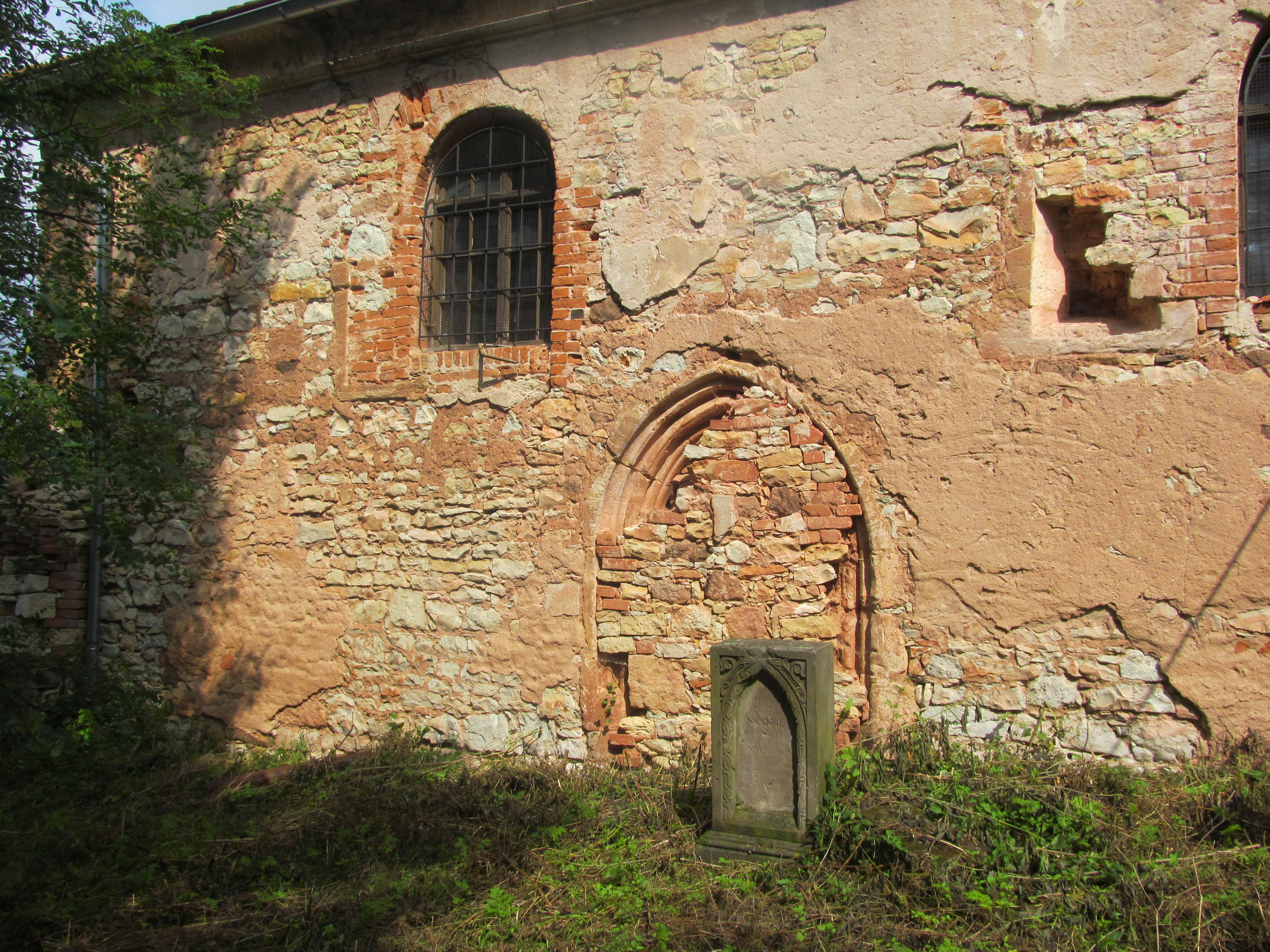
Zazděný gotický portál na jižní fasádě

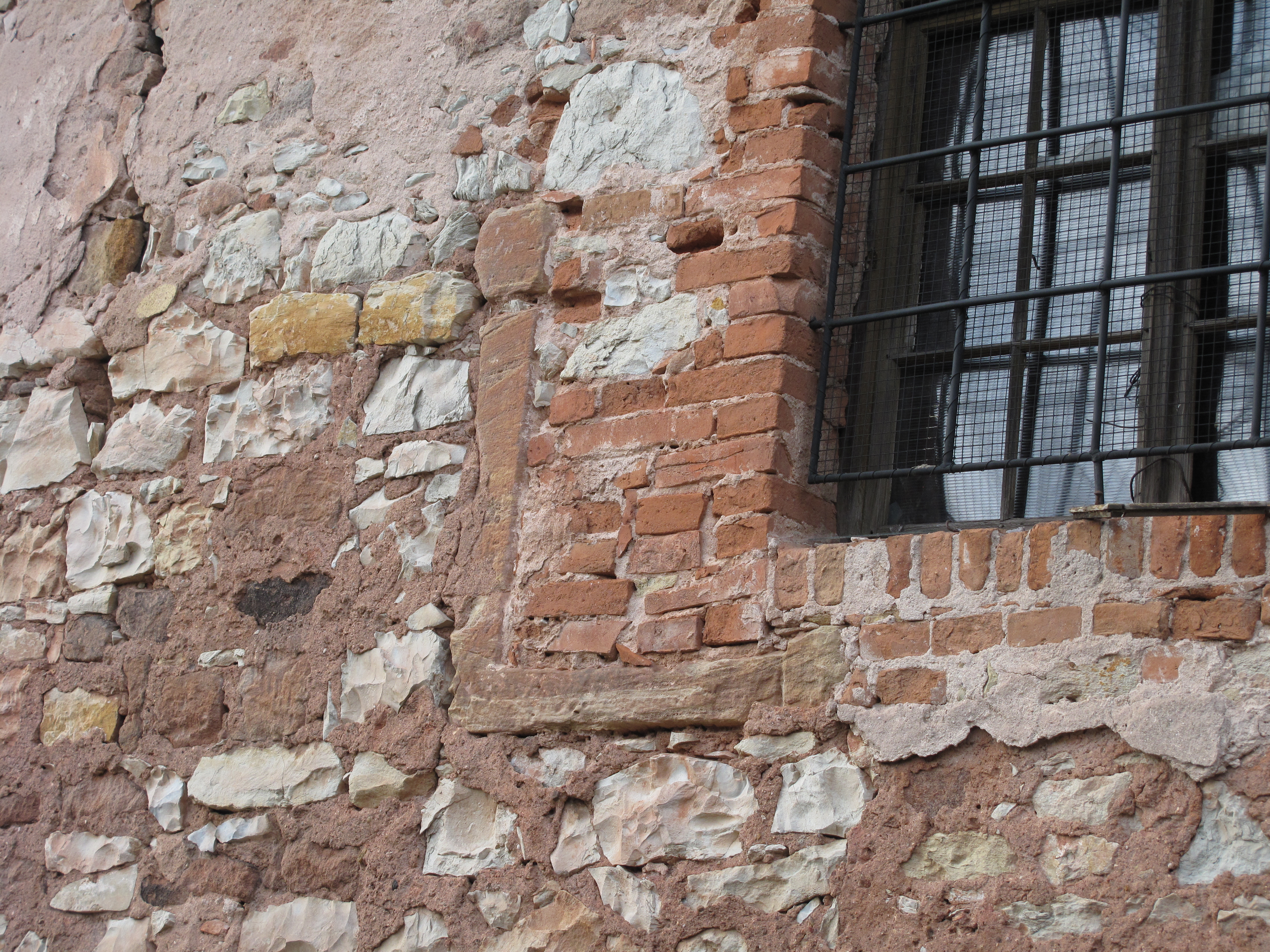
Zbytek ostění původního okna v jižním zdivu lodi

Podle starší literatury byl kostel v Nečemicích postaven v  pozdně barokním slohu v roce 1786. Nicméně po opadání omítky se ukázalo, že zdivo lodi je gotické. Předpokládalo se, že kostel stál již v polovině 14. století. Pozdější stavební rozbor zpřesnil dobu jeho stavby do druhé čtvrtiny 14. století.
Nejstarší písemná zmínka o kostele – a zároveň o Nečemicích – pochází z roku 1355, kdy dosavadní farář Slávek odešel na působiště svého nástupce, kněze Oldřicha, který do té doby spravoval farnost ve Valkeřicích. Patrony kostela byli tehdy příslušníci rytířského rodu, který se psal podle Nečemic. Ti byli také zřejmě stavebníky kostela. Duchovní správci se v nečemické farnosti rychle střídali: do roku 1414 jich je doloženo celkem třináct. V literatuře se uvádí, že za husitských válek byl kostel vypálen. Zpráva se zakládá na zápisu z inventáře kostela z roku 1828, nelze ji však ověřit. Po třicetileté válce ztratil kostel statut farního a stal se filiálním k farnosti Želeč. Nicméně jeho stav v roce 1651 byl takový, že v něm mohl františkánský mnich čas od času sloužit mše. V roce 1786 byla v Nečemicích zřízena lokálie a v roce 1857 se obnovil farní status kostela. V srpnu 1791 přijel do Nečemic na vizitaci litoměřický biskup Ferdinand Kindermann. Sloužil mši a biřmoval 205 dětí.
V letech 1704–1706 byla provedena přestavba kostela. Původní presbytář byl nahrazen stávajícím, půlkruhové okenní otvory nahradily původní gotické, kostel dostal nový krov, střechu a sanktusník. Roku 1706 opatřil kostel nástěnnými malbami Wenzel Herkener. Ty byly nalezenyv roce 1999, o rok později sejmuty a uloženy v kostele. Další úpravy byly podniknuty v letech 1786–1787, když byla v kostele zřízena lokálie s duchovním. V první třetině 19. století byla ke kostelu přistavěna nová sakristie.
V roce 1986 byl zařazen na seznam kostelů v lounském okrese určených k demolici, ale řízení o zrušení památkové ochrany bylo zastaveno. Před rokem 2008 byla opravena střecha, ale náklady na celkovou rekonstrukci se odhadují na desítky miliónů korun. V roce 2023 je opravena střecha objektu a fasáda.
Duchovní správci kostela jsou uvedeni na stránce: Římskokatolická farnost Nečemice.

## Stavební podoba
Jednolodní kostel s obdélným půdorysem je zakončen půlkruhově uzavřeným presbytářem, ke kterému na severní straně přiléhá obdélná sakristie zaklenutá dvěma poli plackové klenby oddělenými pasem. Její fasádu člení pilastry s iónskými hlavicemi. Západní průčelí kostela podpírají masívní pilíře. Stropy lodi a presbytáře jsou ploché. Na jižní straně je zazděný gotický oltář a fragmenty dvou oken.

## Zařízení
Vnitřní vybavení bylo zdemolováno. Tvořil ho hlavní rokokový oltář s obrazem svatého Šebestiána ze druhé poloviny devatenáctého století a boční oltáře svatého Josefa (ze druhé poloviny devatenáctého století) a Piety ze druhé poloviny osmnáctého století se sochami svatých od F. Rottera.
Kromě nich uvnitř byly také kazatelna, pozdně barokní křtitelnice a řada dalších soch. Z původního vybavení zbyla jen kruchta a torzo kazatelny. V roce 1790 byly do kostela přeneseny varhany ze zrušeného kapucínského kláštera v Mostě. Jejich torzo bylo koncem 90. let 20. století převezeno do Týnského chrámu v Praze, kde byly po restaurování umístěny.